# Chonghe (köpinghuvudort i Kina, Heilongjiang Sheng, lat 44,67, long 127,73)
Chonghe (kinesiska: 冲河, 冲河镇) är en köpinghuvudort i Kina. Den ligger i provinsen Heilongjiang, i den nordöstra delen av landet, omkring 150 kilometer sydost om provinshuvudstaden Harbin. Antalet invånare är 27 378. Befolkningen består av 13 228 kvinnor och 14 150 män. Barn under 15 år utgör 16,0 %, vuxna 15-64 år 77 %, och äldre över 65 år 6,0 %.
Runt Chonghe är det ganska tätbefolkat, med 111 invånare per kvadratkilometer. Närmaste större samhälle är Longfengshan, 16,0 km nordväst om Chonghe. I omgivningarna runt Chonghe växer i huvudsak blandskog.
Genomsnittlig årsnederbörd är 931 millimeter. Den regnigaste månaden är juli, med i genomsnitt 211 mm nederbörd, och den torraste är januari, med 8 mm nederbörd.